# Джулиан, Перси
Перси Джулиан (англ. Percy Lavon Julian, 11 апреля 1899, Монтгомери — 19 апреля 1975, Уокиган) — американский химик-исследователь, первопроходец в химическом синтезе лекарственных препаратов из растений. Первым синтезировал физостигмин, а также стал основоположником промышленного крупномасштабного химического синтеза гормонов человека (прогестерона и тестостерона) из растительных стероидов, таких как стигмастерол и ситостерол. Его работа заложила основу для производства стероидной лекарственной продукции — кортизона, других кортикостероидов и противозачаточных таблеток.
Позднее он основал собственную компанию по синтезу стероидных промежуточных продуктов из дикого мексиканского ямса. Его работа помогла крупным многонациональным фармацевтическим компаниям значительно снизить стоимость стероидных промежуточных продуктов, а также значительно расширить использование нескольких важных лекарств.
Джулиан получил более 130 химических патентов. Он был одним из первых афроамериканцев, получивших докторскую степень по химии, и первым афроамериканским химиком, который был введен в Национальную академию наук.

## Биография
Перси Джулиан родился в Монтгомери, штат Алабама. Оба его родителя были выпускниками Нормальной школы для цветных студентов, предшественницы нынешнего университета штата Алабама. Его отец, Джеймс, чей отец был рабом, был нанят в качестве клерка в железнодорожной службе Соединённых Штатов почтового отделения, а мать, Элизабет, работала школьным учителем. Перси Джулиан рос во времена расистской культуры и законов Джима Кроу на юге США. В детстве во время прогулки в лесу он однажды наткнулся возле дома на линчеванного человека, повешенного на дереве. В то время, когда доступ к образованию за пределами восьмого класса был крайне редким для афроамериканцев, родители Джулиана старались дать всем своим детям высшее образование. Джулиан посещал университет Де Поля в Гринкасле, штат Индиана. Колледж принял несколько афроамериканских студентов. Атмосфера сегрегации в городе приводила к социальным унижениям. Джулиану не разрешили жить в общежитиях колледжа, и сначала он поселился в пансионате вне кампуса, где ему отказали в питании. У Джулиана ушло несколько дней, чтобы найти заведение, где он мог есть. Позже он нашёл работу, это были случайные подработки в доме студенческой организации: топить печь, разносить еду; в свою очередь, ему разрешили спать на чердаке и есть в доме. Джулиан окончил университет Де Поля в 1920 году как член общества Фи Бета Каппа и выпускник. В 1930 году отец Джулиана вместе со всей семьёй переселился в Гринкасл, чтобы все его дети могли учиться в университете Де Поля. Он по-прежнему работал железнодорожным клерком.
После окончания университета Джулиан хотел получить докторскую степень по химии, но узнал, что афроамериканцу это будет сложно сделать. Вместо этого он получил должность преподавателя химии в Университете Фиск. В 1923 году он получил стипендию Остина в области химии, что позволило ему посещать Гарвардский университет для получения звания магистра наук. Однако, опасаясь, что белые ученики будут возмущены преподавателем-афроамериканцем, Гарвард отозвал ассистентскую должность Джулиана, что сделало невозможным завершение его докторантуры в Гарварде.
В 1929 году, будучи преподавателем Университета Говарда, Джулиан получил стипендию Фонда Рокфеллера, чтобы продолжить выпускную работу в Венском университете, где он получил степень доктора наук. В 1931 году Джулиан учился у Эрнста Шпета и был прекрасным учеником. В Европе он обнаружил свободу от расовых предрассудков, которые «душили» его в Штатах. Он свободно участвовал в интеллектуальных общественных собраниях, ходил в оперу и обнаруживал большее признание среди своих сверстников. Джулиан был одним из первых афроамериканцев, получивших степень доктора химических наук, после Сент Эльмо Брэди и доктора Эдварда М. А. Чандлера.
Вернувшись из Вены, Джулиан преподавал в университете Говарда один год. В Говарде Джулиан был вовлечён в университетский конфликт, частично из-за его должности в качестве главы отдела. По просьбе президента Университета Мордехая Уайетта Джонсона он отправил в отставку белого профессора химии Якова Шохана (доктора наук из Гарварда). В конце мая 1932 года Шохан совершил ответное действие, прислав в местную афроамериканскую газету письма Джулиана, написанные ему из Вены. В письмах затрагивались «различные темы, от вин, милых венских женщин, музыки и танцев до химических экспериментов и планов нового химического здания». В письмах он говорил фамильярно и с некоторой насмешкой о некоторых членах факультета Говардского университета, использовав даже слово «задница» по отношению к одному известному декану.
Примерно в это же время Джулиан также запутался в межличностном конфликте со своим лаборантом Робертом Томпсоном. Джулиан рекомендовал уволить Томпсона в марте 1932 года. Томпсон подал в суд на Джулиана за «отчуждение привязанностей своей жены», Анны Розелл Томпсон, заявив, что между ними была интимная связь. Джулиан обвинил Томпсона в клевете. Когда Томпсон был уволен, он также опубликовал интимные и личные письма, которые Джулиан писал ему из Вены. В письмах доктора Джулиана было показано, «как он обманул президента [Говарда], чтобы тот принял его планы химического здания» и «как он обманул своего хорошего друга, заставив назначить» профессора, которому Джулиан симпатизировал. Летом 1932 года «Балтиморский афроамериканец» опубликовал все письма Джулиана. В конце концов скандал и сопутствующее давление заставили Джулиана уйти в отставку. Он потерял свою должность и всё, ради чего он работал.
Однако скандал для Джулиана обернулся не только плохими событиями. 24 декабря 1935 года он женился на Анне Розелл (доктор наук по социологии, 1937, Университет Пенсильвании). У них появилось двое детей: Перси Лавон Джулиан-младший (31 августа 1940 — 24 февраля 2008), который стал известным адвокатом по гражданским правам в Мэдисоне, Висконсине, и Фейт Розелл Джулиан (р. 1944), которая все еще проживает в их доме в Ок-Парке и часто произносит вдохновенные речи о своем отце и его вкладе в науку.
В самый тяжёлый период карьеры Джулиана его бывший наставник Уильям Мартин Бланшар, профессор химии в университете Де Поля, помог ему. Бланшар предложил Джулиану должность преподавателя органической химии в Университете Де Поля в 1932 году. Затем Джулиан помог Йозефу Пиклю, студенту Венского университета, приехать в Соединённые Штаты для работы с ним в университете Де Поля. В 1935 году Джулиан и Пикль завершили полный синтез физостигмина и подтвердили приписываемую ему структурную формулу. Роберт Робинсон из Оксфордского университета первым опубликовал синтез физостигмина, но Джулиан заметил, что точка плавления конечного продукта была неправильной, что указывало на то, что Робинсон не синтезировал физостигмин. Когда Джулиан завершил свой синтез, точка плавления соответствовала правильной для естественного физостигмина из калабарского боба.
Джулиан также извлек стигмастерол, который получил свое название от Physostigma venenosum, западноафриканских калабарских бобов, которые, как он надеялся, могут служить сырьём для синтеза человеческих стероидных гормонов. Примерно в это же время в 1934 году Адольф Бутенандт и Эрхард Фернхольц в Германии показали, что стигмастерол, выделенный из соевого масла, может быть превращен в прогестерон синтетической органической химией.

## Стероиды
Исследования Джулиана в промышленной компании Glidden изменили направление в 1940 году, когда он начал работу по синтезу прогестерона, эстрогена и тестостерона из растительных стеролов стигмастерола и ситостерола, выделенных из соевого масла методом пены, который он изобрел и запатентовал. В то время врачи открывали множество применений для вновь обнаруженных гормонов. Однако из сотен фунтов спинного мозга животных можно было добывать только мельчайшие количества.
В 1940 году Джулиан ежедневно производил 100 фунтов смешанных соевых стеринов, стоимость которых в качестве половых гормонов составляла 10 000 долларов (сегодня 82 000 долларов США). Вскоре Джулиан озонировал 100 фунтов смешанных дибромидов стеринов в день. Соевый стигмастерол легко превращался в коммерческие количества женского гормона прогестерона, а первый фунт прогестерона, который он произвёл, стоил 63 500 долларов (сегодня 520 000 $) и был доставлен покупателю — фармацевтической компании Upjohn — на бронированном автомобиле. Вскоре последовало производство других половых гормонов.
Его работа позволила производить эти гормоны в более крупном промышленном масштабе, потенциально позволив снизить стоимость лечения гормональных заболеваний. Джулиан и его сотрудники получили для Glidden патенты на ключевые процессы приготовления прогестерона и тестостерона из стеринов соевых растений. Патенты на продукцию, принадлежавшие бывшему союзу европейских фармацевтических компаний, мешали значительному снижению оптовых и розничных цен на клиническое использование этих гормонов в 1940-х годах. Джулиан и его сотрудники своей работой помогли спасти много жизней.
13 апреля 1949 года ревматолог Филипп Хенч из клиники Майо объявил о значительной эффективности кортизона при лечении ревматоидного артрита. Кортизон производился компанией «Мерк и Ко» за большие деньги, используя сложный 36-этапный синтез, разработанный химиком Льюисом Сареттом, который начинался с дезоксихолевой кислоты из жёлчных кислот крупного рогатого скота. 30 сентября 1949 года Джулиан объявил об улучшении процесса получения кортизона. Это устранило необходимость использования тетраоксида осмия, редкого и дорогостоящего химического вещества. К 1950 году Glidden смог начать производство близкородственных соединений, которые могли частично иметь эффект кортизона. Джулиан также объявил о синтезе и других веществ, начиная с дешёвого и легко доступного прегненолона (синтезированного из соевого масла) стероидного кортиколона (также известного как 11-деоксикортизол, вещество Рейхштейна или вещество S), молекула которого отличалась от кортизона отсутствием одного атома кислорода.
5 апреля 1952 года биохимик Дюрей Петерсон и микробиолог Герберт Мюррей в компании Upjohn опубликовали первый отчет о процессе ферментации для микробной 11α-оксигенации стероидов за один шаг (с использованием плесневых грибов порядка мукоровых). Их процесс ферментации может приводить к образованию 11α-гидроксипрогестерона или 11α-гидроксикортизона из прогестерона или соединения S соответственно, который затем путем дальнейших химических процессов превращается в кортизон или 11β-гидроксикортизон (кортизол).
Через два года Glidden отказался от производства кортизона, чтобы сосредоточиться на веществе S. Джулиан разработал многоступенчатый процесс синтеза кортиколона из прегненолона, доступного в изобилии из стеринов соевого масла. В 1952 году Glidden, который производил прогестерон и другие стероиды из соевого масла, закрыл собственное производство и начал импортировать их из Мексики по соглашению с Diosynth (небольшой мексиканской компанией, основанной в 1947 году Расселом Маркером после ухода из Syntex). Стоимость производства кортикоколона у Glidden была относительно высокой, поэтому Апджон решил использовать прогестерон, доступный в большом количестве по низкой цене от Syntex, для производства кортизона и гидрокортизона.
В 1953 году Glidden решил покинуть стероидный бизнес, который был в эти годы не очень выгодным, несмотря на новаторскую работу Джулиана. 1 декабря 1953 года Джулиан покинул Glidden после 18 лет работы, отказавшись от зарплаты почти 50 000 долларов в год (что эквивалентно 460 000 долларов США в 2017 году), чтобы основать свою собственную компанию Julian Laboratories, Inc., взяв небольшое железобетонное здание Пригородной химической компании в Франклин-парке, штат Иллинойс.
2 декабря 1953 года компания Pfizer приобрела эксклюзивные лицензии на патенты Glidden для синтеза вещества S. Pfizer разработала процесс ферментации для микробной 11β-оксигенации стероидов за один шаг, который мог превращать вещество S непосредственно в 11β-гидрокортизон (кортизол), при этом Syntex проводила крупномасштабное производство кортиколона по очень низкой цене.

## Ок-парк и компания Julian Laboratories
Около 1950 года Джулиан с семьёй переехали в пригород Чикаго Ок-парк, став там первой проживающей афроамериканской семьей. Хотя некоторые жители приветствовали семью Джулиана в сообществе, были также и те, кто был против их присутствия. Ещё до того, как они переехали, в День благодарения в 1950 году их дом был подожжён. Позже, после того, как они переехали, дом подвергся атаке динамитом 12 июня 1951 года. Атаки активизировали сообщество, и была создана группа для поддержки Джулианов. Сын Джулиана позже рассказал, что в это время он и его отец часто следили за домом, сидя на дереве с ружьём.
В 1953 году Джулиан основал собственную исследовательскую компанию Julian Laboratories, Inc. За Джулианом последовали многие из его лучших химиков, работавших в Glidden, в том числе афроамериканцев и женщин. Джулиан выиграл контракт на поставки прогестерона Upjohn на сумму 2 млн долларов (что эквивалентно 16 млн $ сегодня). Чтобы конкурировать с Syntex, ему пришлось бы использовать мексиканский ямс) в качестве сырья. Джулиан использовал свои деньги и занял у друзей, чтобы построить в Мексике перерабатывающий завод, но не смог получить разрешение от правительства на сбор ямса. Авраам Злотник, его бывший однокурсник в Еврейском университете в Вене, которому Джулиан ранее помог спастись от Холокоста, провёл для компании Джулиана поиск нового посевных площадей ямса в Гватемале.
В июле 1956 года Джулиан и руководители двух других американских компаний, пытающихся выйти на рынок промежуточных продуктов Мексики, появились в подкомитете сената. Они засвидетельствовали, что Syntex имеет монополию на доступ к мексиканскому ямсу. Слушания привели к тому, что Syntex подписал соглашение с Министерством юстиции США. Хотя компания не признала, что ограничивала торговлю, но обещала не делать этого в будущем. В течение пяти лет крупные американские многонациональные фармацевтические компании приобрели всех шестерых производителей стероидных промежуточных продуктов в Мексике, четыре из которых принадлежали мексиканцам.
Syntex снизил стоимость промежуточных продуктов стероидов более чем в 250 раз за двенадцать лет — с 80 долл. США за грамм в 1943 году до 0,31 долл. США за грамм в 1955 году. Конкуренция между Upjohn и General Mills дала существенные улучшения в производстве прогестерона из стигмастерола, что привело к снижению цены мексиканского прогестерона до 0,15 долл. США за грамм в 1957 году.
В 1958 году Upjohn купил 6900 кг прогестерона из Syntex по цене 0,135 долл. США за грамм, 6 201 кг прогестерона из Searle (торговая марка компании Pfizer) по цене 0,143 долл. США за грамм, 5 150 кг прогестерона из Julian Laboratories по 0,14 долл. США за грамм и 1 925 кг прогестерона от General Mills (который приобрёл Protex) по цене 0,142 долл. США за грамм.
Несмотря на постоянное падение цен промежуточных продуктов стероидов, олигополия крупных американских многонациональных фармацевтических компаний сохраняла оптовые цены на кортикостероидные препараты фиксированными и неизменными на протяжении 1960-х годов. Кортизон был зафиксирован в размере 5,48 долл. США за грамм с 1954 года, гидрокортизон составил 7,99 долл. США за грамм с 1954 года, а преднизолон — 35,80 долл. США за грамм с 1956 года. Merck и Roussel Uclaf сосредоточились на улучшении производства кортикостероидов из жёлчных кислот крупного рогатого скота. В 1960 году Roussel произвел почти треть кортикостероидов в мире из желчных кислот.
Химики Julian Laboratories нашли способ увеличить выход целевого продукта. Джулиан снизил цену на продукт с 4000 долларов за кг до 400 долларов за кг. Он продал компанию в 1961 году за 2,3 миллиона долларов (что эквивалентно 19 миллионам долларов сегодня). Объекты компании в США и Мексике были приобретены Smith Kline, а химический завод Джулиана в Гватемале был приобретён Upjohn.
В 1964 году Джулиан основал Julian Associates и Научно-исследовательский институт Джулиана, которым он занимался всю оставшуюся жизнь.

## Национальная академия наук
Джулиан был избран в Национальную академию наук в 1973 году в знак признания его научных достижений. Он стал вторым афроамериканцем, который был введён в эту должность, после Дэвида Блэквелла.

## Почести
- В 1950 году Chicago Sun-Times назвал Перси Джулиана чикагцем года[21].
- С 1975 года Национальная организация по профессиональному развитию чёрных химиков и инженеров-химиков представила премию Перси Л. Джулиана за чистое и прикладное исследование в области науки и техники[46].
- В 1975 году была открыта общеобразовательная средняя школа Перси Л. Джулиана в южной части Чикаго, штат Иллинойс.
- В 1980 году научно-математическое здание в университетском городке Де Поля было переименовано в Центр математики и науки Перси Л. Джулиана. В Гринкасл, штат Индиана, где расположен университет, была названа улица в честь Джулиана.
- В 1985 году школа Хоторн в Ок-парке, штат Иллинойс, была переименована в среднюю школу Перси Джулиана[47].
- Университет штата Иллинойс, где Джулиан заседал в попечительском совете, назвал зал в его честь[48].
- Одно из зданий в Государственном университете Коппин названо Научным зданием Перси Джулиана.
- В 1990 году он был введён в Зал славы национальных изобретателей[49].
- В 1993 году Джулиан был удостоен чести быть на марке, выпущенной Почтовой службой Соединённых Штатов[50][51].
- В 1999 году Американское химическое общество признало синтез физостигмина, проведённый Джулианом, национальной исторической химической достопримечательностью[52].
- В 2002 году учёный Молефи Кете Асанте внёс Перси Лавона Джулиана в свой список 100 величайших афроамериканцев[53].
- В 2011 году комитет по подготовке к экзамену в Медицинском колледже Альберта Эйнштейна был назван в честь Перси Джулиана.
- В 2014 году Google удостоил его Doodle[54][55][56].

### Документальный телесериал Nova
Рубен Сантьяго-Хадсон изобразил Перси Джулиана в научно-популярном документальном фильме о его жизни «Забытый гений» в рамках сериала Nova на канале PBS (службе общественного вещания). Он был представлен в сети PBS 6 февраля 2007 года при первоначальном спонсорстве Фонда Камилла и Генри Дрейфуса и дальнейшем финансировании Национальным фондом гуманитарных наук. Для фильма были взяты интервью у приблизительно шестидесяти членов семьи Джулиана, друзей и сотрудников.
Сбор данных для биографии начался в университетском городке Гринкасле в Университете Де Поля в мае 2002 года и включал видео с бюстом Джулиана, выставленным в атриуме университетского центра науки и математики Перси Лавона Джулиана. Завершение и трансляция документальной программы были отложены для того, чтобы Nova подготовила и опубликовала соответствующую книгу о жизни Джулиана.
По словам историка Университета Иллинойса Джеймса Андерсона в фильме, «Его история — история о великом достижении, о героических усилиях и преодолении огромных разногласий… рассказ о том, кто мы и за что мы стоим, и о тех вызовах, которые были в то время, и о вызовах, которые всё ещё стоят перед нами».

### Архив
Семейные документы Перси Лавона Джулиана находятся в архиве Университете Де Поля.

## Патенты
- U.S. Patent 2,218,971, 22 октября 1940 г. Восстановление стеролов
- U.S. Patent 2,373,686, 15 июля 1942 г. Продукт и способ получения фосфатида
- U.S. Patent 2,752,339, 26 июня 1956 г. Получение кортизона
- U.S. Patent 3,149,132, 15 сентября 1964 г. Производные 16-аминометил-17-алкилтестостерона
- U.S. Patent 3,274,178, 20 сентября 1966 г. Способ получения 16 (альфа)-гидроксипрегенов и их промежуточных продуктов
- U.S. Patent 3,761,469, 25 сентября 1973 г. Способ производства стероидных хлоргидринов; с Арнольдом Липпертом Хиршем

## Публикации
- Studies in the Indole Series. I. The Synthesis of Alpha-Benzylindoles; Percy L. Julian, Josef Pikl; J. Am. Chem. Soc. 1933, 55(5), pp 2105–2110.
- Studies in the Indole Series. V. The Complete Synthesis of Physostigmine (Eserine); Percy L. Julian, Josef Pikl; J. Am. Chem. Soc. 1935, 57(4), pp 755–757.